# 清乾隆十七年壬申恩科福建鄉試舉人列表
清乾隆十七年壬申恩科福建鄉試，為清朝乾隆十七年（1752年）的福建省鄉試。此科共有85人中試。

## 中試舉人
- 第一名：蔡庭芳，晉江縣學生，易
- 第二名：吳之映，龍巖州學生，詩
- 第三名：曹國遇，建安縣學生，春秋
- 第四名：任紹臯，延平府學生，禮記
- 第五名：董文駒，閩縣學生，書
- 第六名：謝純欽，南平縣學附學生，詩
- 第七名：洪琨，晉江縣副榜貢生，詩
- 第八名：何鼎鋐，晉江縣學生，書
- 第九名：蕭元極，順昌縣學附學生，易
- 第十名：林迪光，福清縣學生，易
- 第十一名：林長瀅，閩縣學歲貢生，詩
- 第十二名：王玨，晉江縣學附學生，易
- 第十三名：鄭鵬搏，興化府學附學生，書
- 第十四名：賴世芳，永定縣學附學生，詩
- 第十五名：曾元文，晉江縣學生，易
- 第十六名：倪邦良，晉江縣監生，詩
- 第十七名：薛覲光，閩縣學附學生，春秋
- 第十八名：盧觀源，永定縣學生，詩
- 第十九名：黃中必，安溪縣學附學生，易
- 第二十名：瞿儕鶴，連江縣學附學生，易
- 第二十一名：王思猷，長樂縣副榜貢生。禮記
- 第二十二名：張錦，泉州府學生，五經
- 第二十三名：石輝，安溪縣學附學生，詩
- 第二十四名：劉德崇，閩清縣學生，書
- 第二十五名：莊行恭，福清縣學生，書
- 第二十六名：李寅亮，閩縣學附學生，易
- 第二十七名：陳琛，古田縣學附學生，詩
- 第二十八名：許遇璉，延平府學增廣生，詩
- 第二十九名：王朝魁，晉江縣學附學生，易
- 第三十名：張晃，侯官縣學附學生，易
- 第三十一名：謝若愚，海澄縣副榜貢生，詩
- 第三十二名：陳璧樹，閩清縣學生，易
- 第三十三名：方廷光，莆田縣學增廣生，書
- 第三十四名：謝聖恩，泰寧縣學附學生，詩
- 第三十五名：彭霖雨，興化府學增廣生，詩
- 第三十六名：黃子敦，南安縣學附學生，易
- 第三十七名：莊琬，福清縣副榜貢生，春秋
- 第三十八名：楊潮海，泉州府學附學生，禮記
- 第三十九名：黃長茂，福州府副榜貢生，五經
- 第四十名：郭夢墀，興化府學生，書
- 第四十一名：江拱旒，長樂縣學生，書
- 第四十二名：量茹挂，泉州府學夏生，易
- 第四十三名：張金堡，永定縣學生，書
- 第四十四名：顏炳濟，晉江縣學增廣生，書
- 第四十五名：雷定淳，寧化縣學生，書
- 第四十六名：陳英育，海澄縣學附學生，五經
- 第四十七名：柯者仁，晉江縣學附學生，書
- 第四十八名：尤懷時，南安縣學附學生，春秋
- 第四十九名：李榮憲，邵武府學生，詩
- 第五十名：劉希孟，長泰縣學生，詩
- 第五十一名 ：謝家纘，建寧縣學生，詩
- 第五十二名：曾忠，延平府學生，詩
- 第五十三名：朱蓮，晉江縣學增廣生，易
- 第五十四名：陳丹心，詔安縣學生，詩
- 第五十五名：鄭天錦，甌寧縣學拔貢生，禮記
- 第五十六名：王沅，福寧府學生，春秋
- 第五十七名：危履亭，南平縣學生，春秋
- 第五十八名：陳一超，莆田縣學附學生，書
- 第五十九名：何章，平和縣學附學生，詩
- 第六十名：葉鴻業，漳浦縣學附學生，易
- 第六十一名：謝大典，尤溪縣學生，書
- 第六十二名：林名世，詔安縣學附學生，詩
- 第六十三名：李發源，長汀麟學附學生，書
- 第六十四名：鍾青選，長汀縣學生，詩
- 第六十五名：范元颺，沙縣學附學生，詩
- 第六十六名，葉觀海，福州府學生，易
- 第六十七名：林大蓬，延平府學附學生，易
- 第六十八名：張其份，寧化縣學生，詩
- 第六十九名：朱南金，莆田縣副榜貢生，詩
- 第七十名：龔植三，興化府學生，詩
- 第七十一名：洪世㵆，南安縣學生，春秋
- 第七十二名：林自遠，侯官縣學附學生，易
- 第七十三名：李吉，德化縣學附學生，五經
- 第七十四名：王簡良，閩縣學附學生，易
- 第七十五名：何承宦，閩縣學增廣生，易
- 第七十六名：曾異撰，平和縣學附學生，易
- 第七十七名：唐謙，鳳山縣學附學生，易
- 第七十八名：曾起鵬，福州府學生，易
- 第七十九名：魏宸瑞，福州府學附學生，禮記
- 第八十名：曾元景，晉江縣學生，詩
- 第八十一名：陳繩武，晉江縣學附學生，易
- 第八十二名：陳高第，惠安縣學附學生，詩
- 第八十三名：林昂霄，臺灣府學附學生，書
- 第八十四名：吳雅觀，泉州府學增廣生，易
- 第八十五名：池騰蛟，長樂縣學增廣生，詩